# Hermann Schaller
Hermann Schaller (* 20. Dezember 1932 in Ungerdorf, Steiermark; † 13. Juli 2025 in Graz) war ein steirischer Politiker (ÖVP). Er war 1987–1991 Landesrat unter Landeshauptmann Josef Krainer junior.

## Leben
Hermann Schaller wurde 1932 in Ungerdorf als eines von sieben Kindern in einer steirischen Bauernfamilie geboren. Nach seiner Matura in Knittelfeld 1951 studierte er an der Theologische Fakultät der Universität Graz zwei Jahre lang, wechselte jedoch 1953 an die Universität für Bodenkultur Wien, wo er Landwirtschaft studierte und 1957 absolvierte. In den Jahren 1957 bis 1959 war er Betriebsberater in der Landwirtschaft, von 1959 bis 1964 Diözesanführer der Katholischen Jugend, anschließend Generalsekretär der Katholischen Aktion. 1964 wurde er Landesschulinspektor für Landwirtschaftliche Schulen in der Steiermark, in weiterer Folge Vorstand der Landwirtschaftlichen Schulabteilung, eine Position, die er bis 1987 innehatte.
Schaller war sein Leben lang sozial engagiert. Schon früh unterstützte er mit seiner Ehefrau Ilse die Solidarnosc in Polen, als er während der kommunistischen Herrschaft in Polen mit den wichtigsten Persönlichkeiten des polnischen Widerstandes Kontakt aufnahm und seine „Landmaschinenaktion“ begann. Diese transportierte von steirischen Bauern gespendete, gebrauchte und überholte Landmaschinen nach Polen, insgesamt beinahe 300 Waggons beladen mit Hilfsgütern für die polnische Landwirtschaft.
1985 gründete er den gemeinnützigen Verein Solidarität mit Lateinamerika, der soziale Projekten in Lateinamerika finanziert. Nach seiner Pensionierung 1991 war er von 1994 bis 2006 Vorsitzender der Diözesankommission für Weltkirche und Entwicklungsförderung und des Welthauses Graz, von 1994 bis 2000 Vorsitzender des Österreichischen Entwicklungsdienstes (ÖED).
Schaller wohnte in Graz und war Vater von drei Kindern. Er starb am 13. Juli 2025 in Graz.

## Politik
Auf Vorschlag von Josef Krainer senior zog Schaller 1965 als Abgeordneter der ÖVP in den Steirischen Landtag ein, wo er seinen Oststeirischen Heimatbezirk Weiz 22 Jahre lang vertrat. 1987 wurde er Mitglied der Landesregierung, als Landesrat war er für die Ressorts Land- und Forstwirtschaft, Wohnbau, Umwelt- und Raumordnung zuständig. Während seiner Zeit als Politiker setzte er sich insbesondere für Erneuerungen der Raumordnungs- und Naturschutzgesetze wie auch für Veränderungen im Bereich des Wohnbaues ein. 1991 zog sich Schaller aus der Politik zurück.

## Auszeichnungen
- 2006 Jubiläumsmedaille zum 25-jährigen Bestehen der polnischen Gewerkschaft Solidarność[2]
- 2018 Großes Goldenes Ehrenzeichen des Landes Steiermark mit dem Stern[10]
- 2021 Dankbarkeitsmedaille Solidarność[11][12]